# 阿普爾頓 (伊利諾伊州)
阿普爾頓（英語：Appleton）是位於美國伊利諾伊州諾克斯縣的一個鬼鎮。由於此地已於20世紀被荒廢，本地已無人居住。

## 地理
阿普爾頓的座標為40°56′09″N 90°09′39″W / 40.93583°N 90.16083°W，而該地的平均海拔高度為184米（即604英尺）。